# ایگناسیو اورتیس
ایگناسیو اورتیس (اسپانیایی: Ignacio Ortiz‎؛ زادهٔ ۲۶ ژوئن ۱۹۸۷) بازیکن هاکی روی چمن اهل آرژانتین است که در مسابقات کشوری و بین‌المللی در مجموع برندهٔ 3 مدال طلا شده‌است.